# Jedność Ludowa (Grecja)
Jedność Ludowa (gr. Λαϊκή Ενότητα) – powstała w 2015 roku grecka lewicowo-eurosceptyczna partia polityczna.
Jedność Ludowa powstała na skutek rozłamu w rządzącej partii Syriza. Założycielem nowej grupy jest były minister energetyki Panajotis Lafazanis. Lafazanis tekę ministerialną stracił po głosowaniu przeciwko dalszym reformom oszczędnościowym wymaganym przez kredytodawców. Jedność Ludową zasiliła grupa rozłamowców z Syrizy w liczbie 25 dotychczasowych posłów ugrupowania, stając się w ten sposób trzecią co do wielkości partią w greckim parlamencie. Partia przedstawia program bardziej radykalny od Syrizy. Postuluje wstrzymanie spłaty zadłużenia, sprzeciw wobec żądań wierzycieli, wyjście ze strefy euro i powrót do drachmy. Organizacja postuluje również m.in. wyjście Grecji z NATO, ograniczenie wpływów Unii Europejskiej, bardziej pacyfistyczny kurs polityki zagranicznej (opozycja wobec misji międzynarodowych) czy zerwanie umów wojskowych z Izraelem. Po dymisji premiera Aleksisa Tsiprasa Jedność Ludowa otrzymała mandat do utworzenia nowego rządu.
Nazwa partii nawiązuje do chilijskiej koalicji Unidad Popular popierającej dawnego prezydenta tego kraju Salvadora Allende. Profil ideowy partii określany jest mianem socjalizmu XXI wieku, patriotyzmu socjalistycznego czy eurosceptycyzmu.